# Flaws and All
„Flaws and All” (na pol. Wady i cała reszta)  – utwór piosenkarki R&B Beyoncé Knowles. Piosenka pochodzi z wznowionej edycji płyty B’Day (z 2006 roku) – B’Day Deluxe Edition (z 2007 roku). Utwór znalazł się na ścieżce dźwiękowej do filmu Why Did I Get Married?.

## Inne wersje tej piosenki
1. „Flaws and All” (Radio edit) – 3:34
2. „Flaws and All” (Disco Club mix) – 4:09
3. „Flaws and All” (Sweet Dreams mix) – 4:10
4. „Flaws and All” (Album version) – 4:10
5. „Flaws and All” (Music video) – 4:10

## Wykonania na żywo
Beyoncé wykonywała tę piosenkę podczas swojej trasy koncertowej pt. The Beyoncé Experience (z 2007 roku). Utwór znalazł się również na DVD z tego tournée pt. The Beyoncé Experience Live (z 2007 roku).
25 listopada 2008 roku przy okazji promocji albumu I Am... Sasha Fierce (z 2008 roku), wykonała ją w programie The Ellen DeGeneres Show. Podczas kilku pierwszych koncertów z serii trasy I Am... Tour Beyoncé Knowles wykonywała ten utwór pod koniec występu.